# Aminomethanol
Aminomethanol (còn được gọi là "methanolamine") là aminoalcohol đơn giản nhất và có công thức hóa học là CH5NO. Nó chứa cả một amin bậc một và một alcohol bậc một. Với cả hai nhóm chức ở cùng một nguyên tử cacbon, đây cũng là hemiaminal đơn giản nhất (có nguồn gốc từ formaldehyd và amonia). Giống như các amin khác, metanolamin hoạt động như một base yếu.
Trong dung dịch nước, methanolamine có thể phân hủy thành formaldehyd và amonia.